# Chrysopa camposana
Chrysopa camposana is een insect uit de familie van de gaasvliegen (Chrysopidae), die tot de orde netvleugeligen (Neuroptera) behoort. 
Chrysopa camposana is voor het eerst wetenschappelijk beschreven door Navás in 1935.